# Ферруцци, Роберто
Роберто Ферруцци (итал. Roberto Ferruzzi [roˈbɛrto ferˈruʦʦi]; 16 декабря 1853, Шибеник, Австро-Венгрия — 12 февраля 1934, Венеция, Италия) —  итальянский художник. Наиболее известен своей работой Мадоннина, которая была показана на второй Венецианской биеннале в 1897 году.

## Биография
Роберто Ферруцци родился в городе Шибеник (провинция Далмация) в 1853 году. Его отец работал адвокатом. Когда мальчику исполнилось четыре года, семья переехала в Венецию. Лишившись отца, Роберто вернулся в Далмацию и стал изучать классическую литературу и живопись.
Затем переехал в город Торрелья, здесь в 1897 году написал «Мадоннину » (La Madonnina — «Маленькая Мадонна»).
Ферруцци умер 16 февраля 1934 в Венеции. Был похоронен на маленьком кладбище в Торрелье, в семейном склепе, возле жены Эстер Соргато и своей дочери Маришки.